# Elizalde T-80
El motor Elizalde T-80, era el motor, junt amb el T-40, dels primers motors d'aviació, que es van projectar i provar en aquesta casa. Amb ells es va començar la important història aeronàutica de l'empresa Elizalde.

## Història
En l'any 1917 i a requeriments de l'Aviació Militar (una de les branques en què estava muntada l'exèrcit de l'aire d'Espanya), Salvador Elizalde Biada, va dissenyar i provar aquest motor, amb la nova arquitectura de cilindres en V, pot ser influenciat per altres motors de l'època.
Resumint es tractava d'un motor amb 8 cilindres en V refrigerat per aigua, i que donava els 150 CV aquest motor es va provar amb èxit, sobre un avió Farman MF.11, encara que en aquell temps, corrien avions Farman a Espanya, en les forces aèries i construïts per Talleres Hereter S.A.
En acabar la Primera Guerra Mundial el govern va decidir comprar material en desús que resultava molt barat, malbaratant els esforços realitzats per l'empresa i caient aquest motor en l'oblit.